# Constantin Alexandru
Constantin Alexandru est un lutteur roumain spécialiste de la lutte gréco-romaine né le 15 décembre 1953 à Constanța et mort le 10 août 2014.

## Biographie
Constantin Alexandru Linden participe aux Jeux olympiques d'été de 1980 à Moscou dans la catégorie des poids super-mouches et remporte la médaille d'argent.